# Danniella Westbrook
Danniella Westbrook (nascida em 5 de novembro de 1973) é uma atriz britânica, mais conhecida por ter interpretado o papel de Sam Mitchell na soap opera EastEnders, da BBC, entre 1990 e 2016, com algumas pausas. Além de EastEnders, apresentou vários programas de TV e participou de reality shows como I'm a Celebrity...Get Me Out of Here! [en] em 2003, Dancing on Ice em 2010 e Celebrity Big Brother [en] em 2016. Em 2022, ela anunciou que iria interpretar a Fada-madrinha em uma pantomima adulta no West End [en], chamada Sinderfella.
Westbrook enfrentou um grave problema de dependência química de cocaína, que foi amplamente noticiado pela mídia nos anos 1990 e início dos anos 2000, e que resultou em sérios danos ao seu septo nasal. Ela buscou ajuda profissional para se recuperar, mas passou por períodos de recaída. Teve dois casamentos e é mãe de dois filhos. Ela publicou duas obras autobiográficas, The Other Side of Nowhere em 2006 e Faith, Hope and Clarity em 2013. Em outubro de 2021, ela compartilhou com seus seguidores no Instagram o resultado das intervenções cirúrgicas e estéticas que realizou para restaurar seu rosto.